# Alvin Epstein
Alvin Epstein (New York-Bronx, New York, 1925. május 14. – Newton, Massachusetts, 2018. december 3.) amerikai színész, színházi rendező.

## Filmjei
Mozifilmek
- Everybody Rides the Carousel (1976, hang)
- A szépség és a szörnyeteg (Beauty and the Beast) (1991, hang)
- Age Isn't Everything (1991)
- Never Met Picasso (1996)
- Alma Mater (2002)
- Psychoanalysis Changed My Life (2003, rövidfilm)
- Beacon Hill (2004)
- Kis-nagy világ (Synecdoche, New York) (2008)
- We Pedal Uphill (2008)
- Young(ish) (2013, rövidfilm)
- My America (2014)
- Engram (2014, rövidfilm)
- Year by the Sea (2016)

Tv-filmek
- Postmark Zero (1966)
- Doing Life (1986)

Tv-sorozatok
- Omnibus (1956, egy epizódban)
- The Further Adventures of Ellery Queen (1959, egy epizódban)
- Armstrong Circle Theatre (1960, két epizódban)
- Naked City (1961, egy epizódban)
- Play of the Week (1961, két epizódban)
- Great Ghost Tales (1961, egy epizódban)
- The Doctors (1963, egy epizódban)
- Mr. Broadway (1964, egy epizódban)
- NET Playhouse (1969, egy epizódban)
- Esküdt ellenségek (Law & Order) (1990, 2004, két epizódban)
- My America (2012, egy epizódban)
- Különleges ügyosztály (Law & Order: Special Victims Unit) (2012, egy epizódban)